# Bodóhegy
Bodóhegy (szlovénül: Bodonci) falu Szlovéniában, Muravidéken, Pomurska régióban. Közigazgatásilag Battyándhoz tartozik.

## Fekvése
Muraszombattól 12 km-re északnyugatra, a Vendvidéki-dombság (Goričko) területén a Bezjak-patak partján fekszik.

## Története
Első írásos említése 1365-ből való "Bodonynch" néven. 1365-ben Széchy Péter fia Miklós dalmát-horvát bán és testvére Domonkos erdélyi püspök kapták királyi adományul illetve cserében a Borsod vármegyei Éleskőért, Miskolcért és tartozékaikért Felsőlendvát és tartozékait, mint a magban szakadt Omodéfi János birtokát. A település a későbbi századokon át is birtokában maradt ennek családnak, mely birtokközpontjáról a felsőlendvai, felső-lindvai Bánfi, felső-lindvai Herczeg neveket is viselte. Az 1366-os beiktatás alkalmával részletesebben kerületenként is felsorolják az ide tartozó birtokokat, melyek között a falu "Badonynch in districtu Waralyakunriky" alakban (azaz a váraljakörnyéki kerülethez tartozó Badoninc) szerepel.
A korabeli források szerint a falunak már a 14. században volt egy Szent Lénárt tiszteletére szentelt kápolnája, mely valószínűleg a régi katolikus temető területén állt. Lakói 1590 körül tértek és az evangélikus vallásra.
Az 1687. szeptember 15-én a vasvári káptalan előtt írt oklevél szerint Kéry Ferenc Vas vármegye főispánja, kamarás és tábornok és neje rimaszécsi gróf Széchy Julianna több birtokkal együtt Bodoncot is eladja Szapáry Péter mosoni ispánnak, alországbírónak. A későbbiekben még a Nádasdyak és Batthyányak is földesurai voltak a településnek.
A türelmi rendeletet követően 1792-ben az első evangélikus istentiszteletet Vlaj Miklós lelkipásztor még egy pajtában tartotta. Ugyanebben az évben létesült  az evangélikus iskola is, ahol 1888-ig szlovén, majd 1919-ig magyar nyelven oktattak. A falu első evangélikus temploma szintén 1792-ben még fából épült, 1800-ban bővítették. A mai templomot 1899-ben építették.
Vályi András szerint "BODONCZ. Tót falu Vas Vármegyében, földes Urai Gróf Nádasdy, Gróf Szápary, és Gróf Battyányi Uraságok, lakosai katolikusok, határja meglehetős termékenységű; de földgyének egy részbéli soványsága miatt, a’ második Osztályba tétetett."
Fényes Elek szerint "Bodoncz, vindus falu, Vas vármegyében, hegyek közt, 54 kath., 426 evang. lak. Van evang. anyaekklézsiája és oskolája. F. u. gr. Batthyáni és gr. Szapáry, s a muraszombati uradalomhoz tartozik. Ut. postája Radkersburg."
Vas vármegye monográfiája szerint "Bodóhegy, nagy vend falu a Plaze hegy lábánál, 161 házzal és 848 r. kath. és ág. ev. lakossal. Postája helyben, távirója Muraszombat. Ág. ev. templomát 1798-ban építették. Birtokosai a Szápáry- és Batthyány-családok voltak. Körjegyzőségi székhely."
1910-ben 970, többségben szlovén lakosa volt, jelentős magyar kisebbséggel. A trianoni békeszerződésig Vas vármegye Muraszombati járásához tartozott. 1919-ben átmenetileg a de facto Mura Köztársaság része lett, majd a Szerb–Horvát–Szlovén Királysághoz csatolták, ami 1929-től Jugoszlávia nevet vette fel. A falu önkéntes tűzoltóegylete 1923-ban alakult. 1941-ben átmeneti időre ismét Magyarországhoz tartozott, 1945 után visszakerült jugoszláv fennhatóság alá. 1991 óta a független Szlovénia része. 2002-ben 436 lakosa volt.

## Nevezetességei
Evangélikus temploma 1899-ben épült Daniel Placotta budapesti építész tervei szerint. A templom Küzmics István 18. századi szlovén lelkész és irodalmár nevét viseli, aki a közeli Sűrűház (Strukovci) szülötte és 1771-ben kiadta az Újszövetség muravidéki (vend) nyelvű fordítását.

## Híres személyek
- Itt élt végezte lelkészi hivatását Szmodis István (liszói születésű somogyi szlovén) író